# Sky Architect
Sky Architect ist eine niederländische Progressive-Rock-Band aus Rotterdam, die im Jahr 2006 gegründet wurde.

## Geschichte
Die Band wurde im Jahr 2006 von Gitarrist Wabe Wieringa, Keyboarder Rik van Honk und Schlagzeuger Christiaan Bruin gegründet. Später stießen Gitarrist und Sänger Tom Luchies und Bassist Guus van Mierlo zur Band und komplettierten damit die Besetzung. Im Jahr 2010 erreichte die Band einen Vertrag bei Galileo Records, bei dem die Band das Debütalbum Excavations of the Mind im Sommer desselben Jahres veröffentlichte. Illustrator Mark Wilkinson, der bereits für Marillion, Fish und Judas Priest arbeitete, gestaltete das Cover.
Das zweite Album der Band wurde im Jahr 2011 veröffentlicht und trug den Namen A Dying Man's Hymn.

## Stil
Die Band spielt klassischen Progressive Rock, wobei die Musik als eine Mischung aus King Crimson, Gentle Giant, The Flower Kings und Porcupine Tree beschrieben wird.

## Diskografie
- Excavations of the Mind (Album, 2010, Galileo Records)
- A Dying Man's Hymn (Album, 2011, Galileo Records)
- A Billion Years of Solitude (Album, 2013, Galileo Records)
- Nomad (Album, 2017, Freia Music)